# Quận Haskell, Kansas
Quận Haskell là một quận thuộc tiểu bang Kansas, Hoa Kỳ.
Quận này được đặt tên theo Dudley C. Haskell. Theo điều tra dân số của Cục điều tra dân số Hoa Kỳ năm 2000, quận có dân số 4171 người. Quận lỵ đóng ở Sublette.6

## Nhân khẩu
Haskell dân của Quận được ước tính là 4.171 trong năm 2006, giảm 135, hay giảm 3,1% so với sáu năm trước.
Theo điều tra dân số Mỹ vào năm 2000, [5] đã có 4.307 người, 1.481 hộ gia đình, và 1.153 gia đình sống trong quận hạt. Mật độ dân số là 8 người trên một dặm vuông (3/km ²). Có 1.639 đơn vị nhà ở mật độ trung bình của 3 trên một dặm vuông (1/km ²). Cơ cấu chủng tộc dân cư quận gồm 85,07% người da trắng, 0,63% ở châu Á, 0,58% người Mỹ bản xứ, 0,19% da đen hay Mỹ gốc Phi, 11,45% các chủng tộc khác, và 2,09% từ hai hoặc nhiều chủng tộc. Hispanic hay Latino thuộc một chủng tộc nào được 23,57% dân số.

Tổng cộng  có 1.481 hộ, trong đó 43,60% có trẻ em dưới 18 tuổi sống chung với họ, 69,40% là đôi vợ chồng sống với nhau, 5,90% có một chủ hộ nữ và không có chồng, và 22,10% là các gia đình không. 20,10% hộ gia đình đã được tạo ra từ các cá nhân và 9,20% có người sống một mình 65 tuổi hoặc lớn tuổi hơn là người. Cỡ hộ trung bình là 2,88 và cỡ gia đình trung bình là 3,35.
Trong quận, cơ cấu độ tuổi dân cư với 32,90% dưới độ tuổi 18, 9,10% 18-24, 27,80% 25-44, 19,50% từ 45 đến 64, và 10,60% từ 65 tuổi trở lên người. Độ tuổi trung bình là 31 năm. Đối với mỗi 100 nữ có 103,30 nam giới. Đối với mỗi 100 nữ 18 tuổi trở lên, đã có 98,30 nam giới.
Thu nhập trung bình cho một hộ gia đình trong quận đã được 38.634 Mỹ kim, và thu nhập trung bình cho một gia đình là 43.354 USD. Phái nam có thu nhập trung bình 31.296 USD so với 22.857 $ của phái nữ. Thu nhập bình quân đầu người đạt 17.349 $. Có 8,00% gia đình và 11,60% dân số sống dưới mức nghèo khổ, bao gồm 15,40% những người dưới 18 tuổi và 9,40% của những người 65 tuổi hoặc hơn.